# Bedford Jezzard
Bedford Alfred George Jezzard (ur. 19 października 1927 w Clerkenwell  – zm. 21 maja 2005) – angielski piłkarz występujący podczas kariery na pozycji napastnika.

## Kariera klubowa
Bedford Jezzard piłkarską karierę rozpoczął w Watfordzie w 1944. W Watfordzie wystąpił w 3 meczach Pucharu Anglii. W latach 1948–1957 występował w stołecznym Fulham. Z Fulham awansował do Division One w 1949, by trzy lata później spaść z niej. Ogółem w barwach Fulham rozegrał 306 spotkań, w których zdobył 154 bramki. Jego karierę zakończyła kontuzja kostki w 1957.
| Sezon   | Klub        | Kraj   | Rozgrywki    | Mecze | Bramki |
| ------- | ----------- | ------ | ------------ | ----- | ------ |
| 1948/49 | Fulham F.C. | Anglia | Division Two | 30    | 6      |
| 1949/50 | Fulham F.C. | Anglia | Division One | 39    | 8      |
| 1950/51 | Fulham F.C. | Anglia | Division One | 35    | 9      |
| 1951/52 | Fulham F.C. | Anglia | Division One | 27    | 8      |
| 1952/53 | Fulham F.C. | Anglia | Division Two | 41    | 34     |
| 1953/54 | Fulham F.C. | Anglia | Division Two | 42    | 38     |
| 1954/55 | Fulham F.C. | Anglia | Division Two | 39    | 23     |
| 1955/56 | Fulham F.C. | Anglia | Division Two | 38    | 27     |
| 1956/57 | Fulham F.C. | Anglia | Division Two | 0     | 0      |

## Kariera reprezentacyjna
W reprezentacji Anglii Jezzard zadebiutował w 23 maja 1954 w przegranym 1-7 towarzyskim meczu z Węgrami. Kilka tygodni później był w kadrze na mistrzostwa świata. Drugi i zarazem ostatni raz w reprezentacji wystąpił 2 listopada 1955 w wygranym 3-0 meczu British Home Championship z Irlandią Północną.
| Mecze i gole w reprezentacji | Mecze i gole w reprezentacji | Mecze i gole w reprezentacji | Mecze i gole w reprezentacji | Mecze i gole w reprezentacji | Mecze i gole w reprezentacji | Mecze i gole w reprezentacji |
| #                            | Data                         | Miasto                       | Przeciwnik                   | Gol                          | Wynik                        |                              |
| ---------------------------- | ---------------------------- | ---------------------------- | ---------------------------- | ---------------------------- | ---------------------------- | ---------------------------- |
| 1.                           | 23.05.1954                   | Budapeszt                    | Węgry                        |                              | 7:1                          | towarzyski                   |
| 2.                           | 02.11.1955                   | Londyn                       | Irlandia Północna            |                              | 3:0                          | British Home Championship    |

## Kariera trenerska
Karierę trenerską Jezzard rozpoczął zaraz po zakończeniu kariery piłkarskiej. W latach 1958–1964 prowadził Fulham. W 1959 awansował z Fulham do Division One. W 1964 zrezygnował z pracy trenera i skupił się na prowadzeniu rodzinnego pubu.